# Santo Cristo de San Sebastián

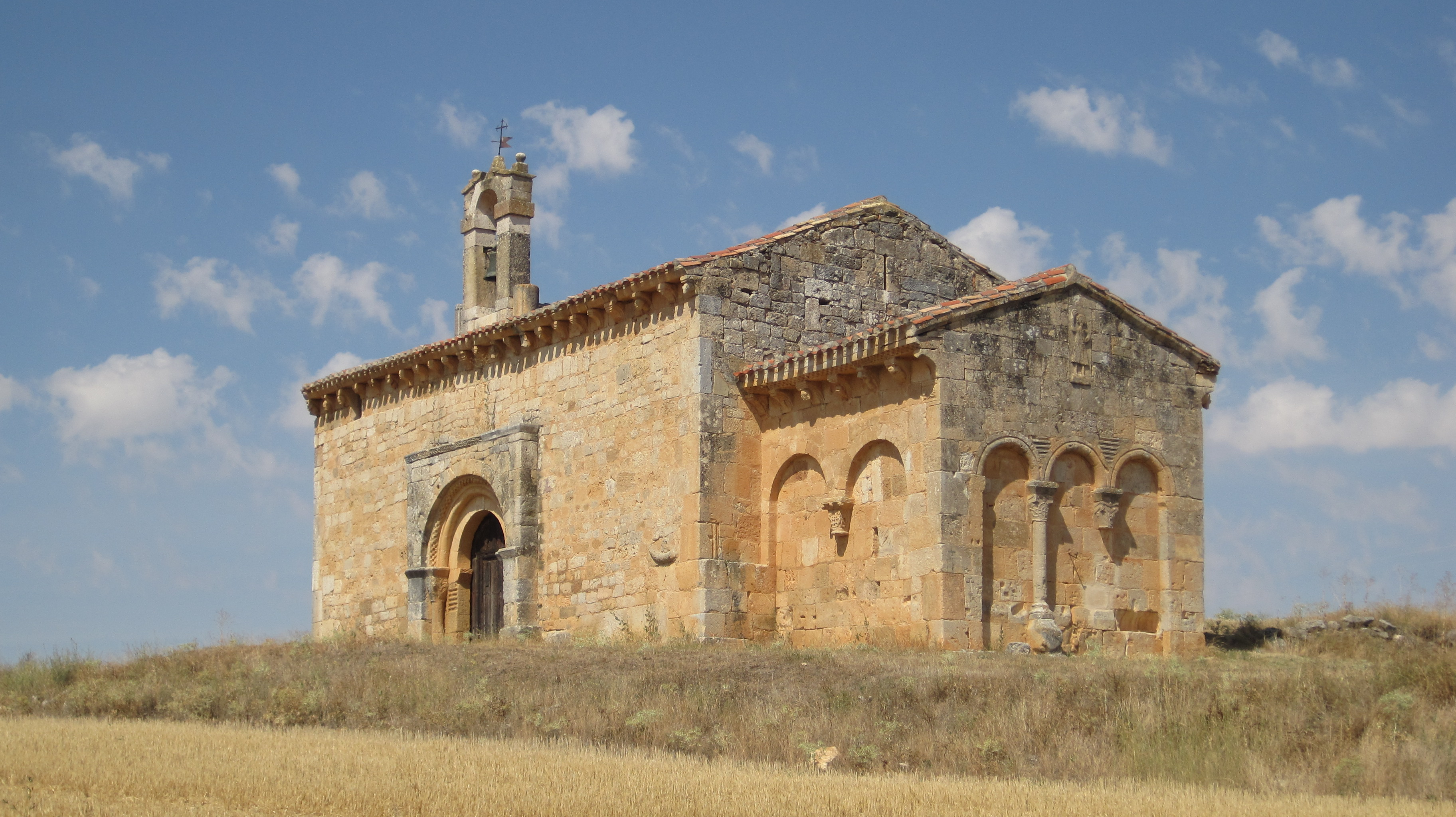
Kapelle Santo Cristo de San Sebastián, Ansicht von Südosten

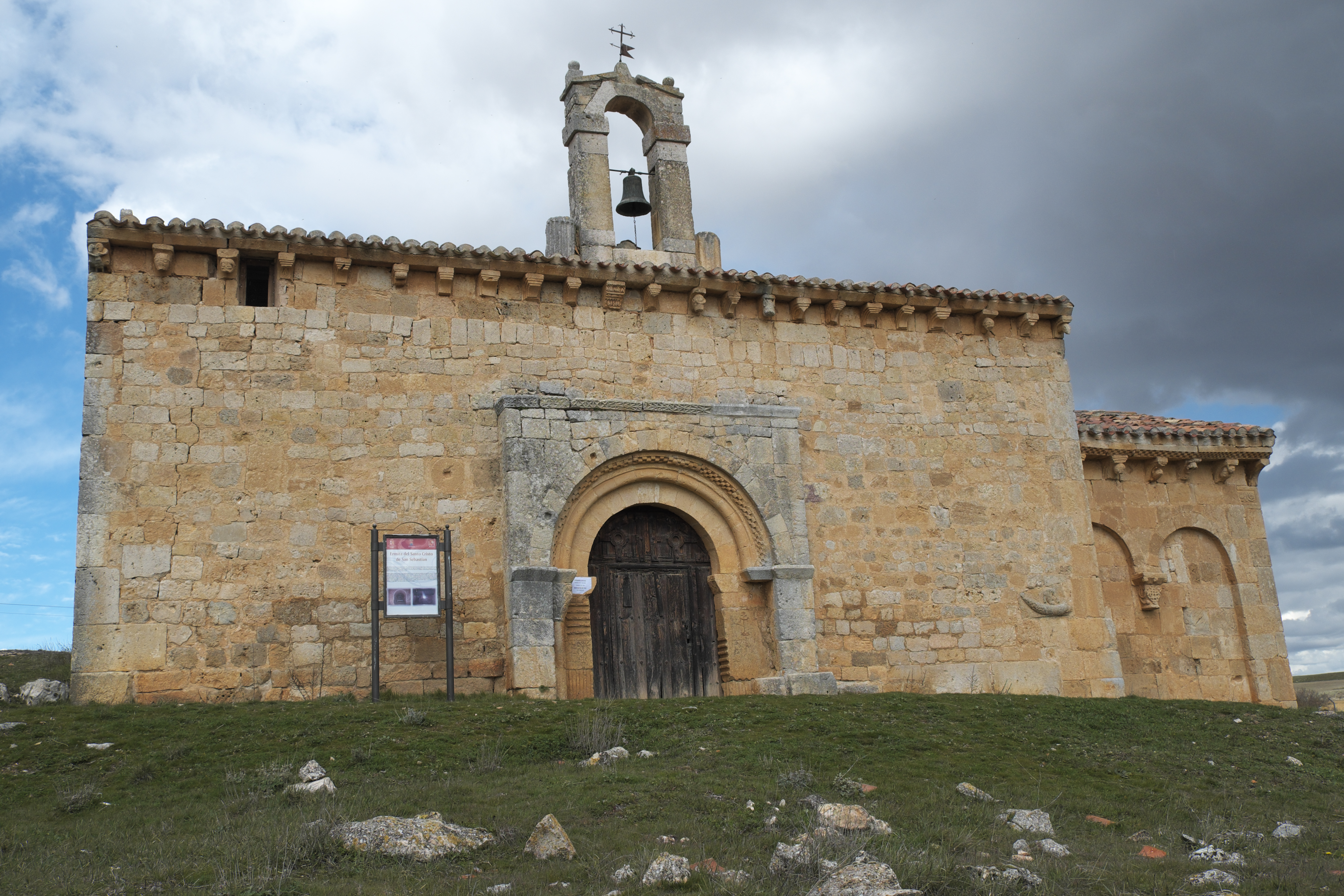
Südfassade

Die Kapelle (ermita) Santo Cristo de San Sebastián in Coruña del Conde, einer Gemeinde in der Provinz Burgos der spanischen Autonomen Gemeinschaft Kastilien und León, wurde gegen Ende des 11. oder zu Beginn des 12. Jahrhunderts errichtet. Es wird vermutet, dass die Apsis aus dem 6. Jahrhundert stammt und auf einen Vorgängerbau aus westgotischer Zeit zurückgeht. In der Kapelle sind zahlreiche Spolien aus den Ruinen der nahegelegenen römischen Stadt Clunia verbaut. Im Jahr 1983 wurde die Kapelle zum Baudenkmal (Bien de Interés Cultural) erklärt.

## Architektur

### Innenraum
Das Innere der Kapelle ist schmucklos. An das einschiffige Langhaus schließt sich im Osten eine quadratische, gerade geschlossene Apsis an. Das Langhaus wird von einer flachen Holzdecke gedeckt, die Apsis besitzt ein Tonnengewölbe.

### Außenbau

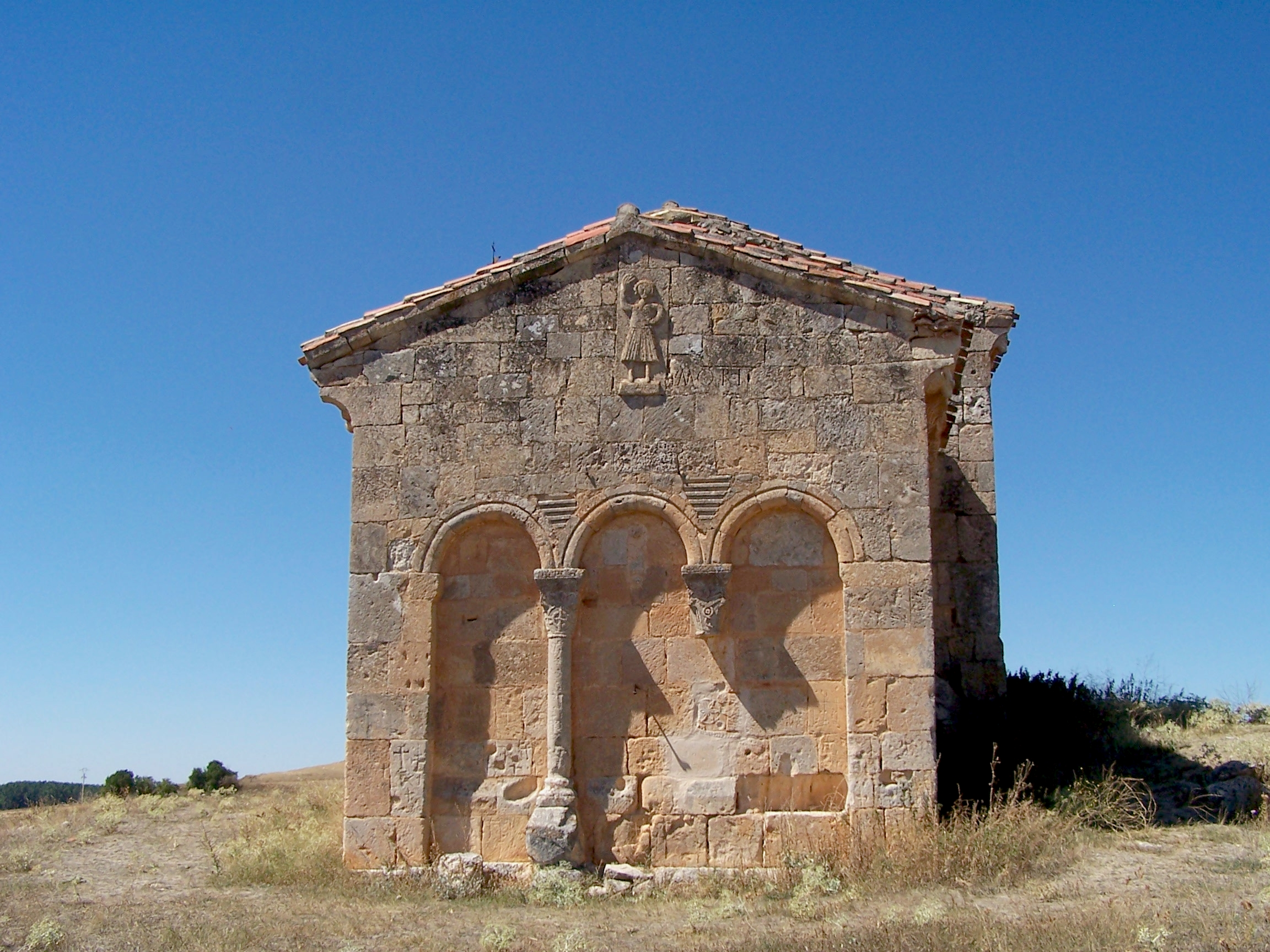
Ostfassade der Apsis

Langhaus und Apsis unterscheiden sich durch ihr Mauerwerk. Die Apsis ist aus den für die westgotische Architektur typischen großen, regelmäßig zugeschnittenen Quadersteinen errichtet, während das romanische Langhaus aus unterschiedlich großen Steinen gemauert ist.
In die Ostfassade der Apsis ist eine Dreierarkade eingeschnitten. Von den beiden mittleren Säulen ist nur noch die linke vollständig erhalten. Der rechte Säulenschaft fehlt, nur noch das Kapitell ist vorhanden. Das linke Kapitell ist mit konzentrischen Kreisen verziert, das rechte Kapitell mit stilisierten Blättern und ineinander verschlungenen Kreisen.
Die Nord- und die Südseite der Apsis sind mit einer Zwillingsarkade besetzt, deren Mittelsäule auf beiden Seiten fehlt, nur noch die Kapitelle sind erhalten. Das korinthische Kapitell an der Nordseite ist eine wiederverwendete römische Spolie. Das Kapitell der Südseite ist mit einem Salomonsknoten verziert.
An der Nord- und Südseite der Apsis wie auch des Langhauses verläufen unter dem Dachansatz Steinplatten mit einem Schachbrettfries, die auf skulptierten Kragsteinen aufliegen. Auf diesen sind ein Mann, eine Frau, ein Liebespaar, menschliche Gesichter, Fratzen, Tiere und Phantasiewesen dargestellt.

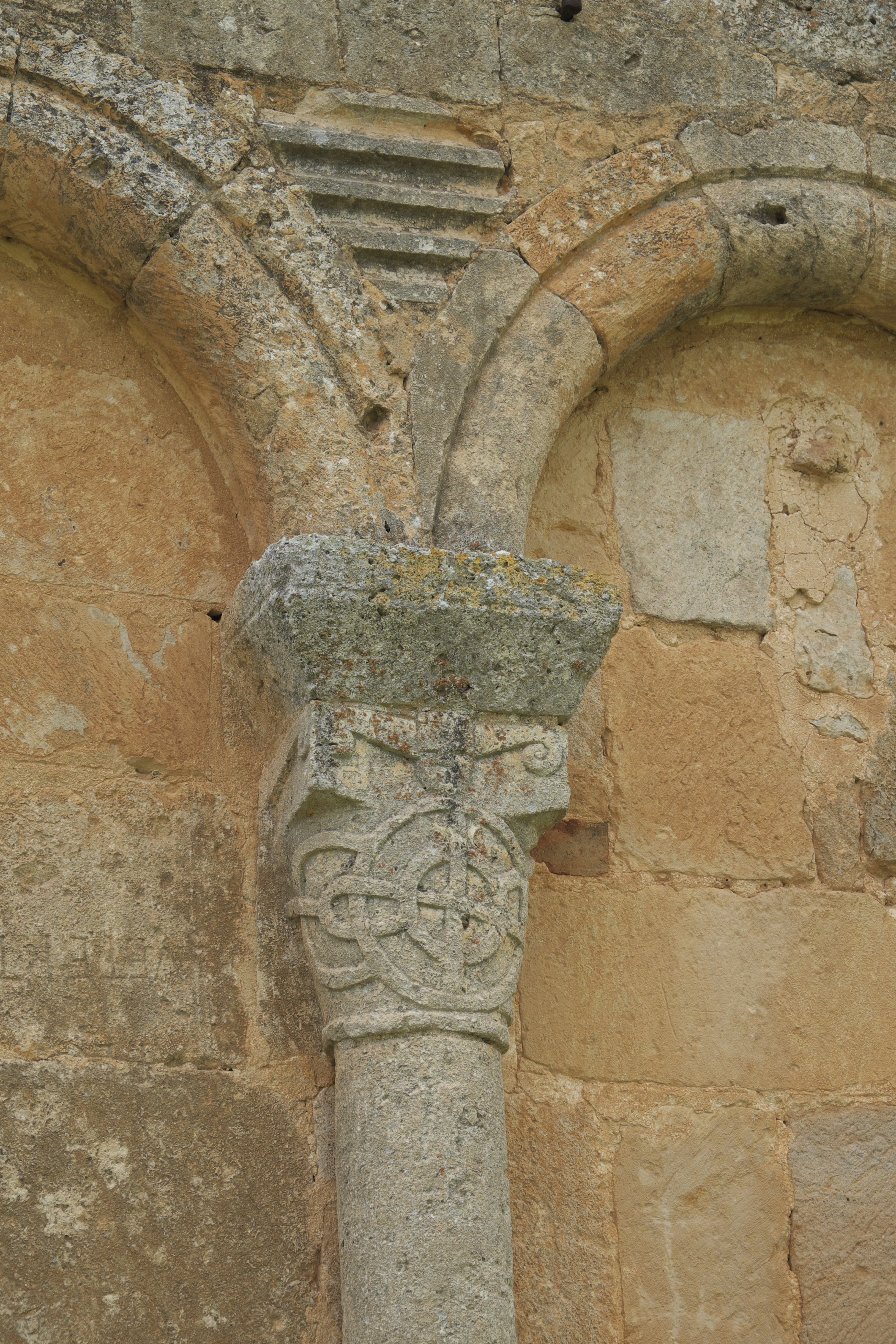
Säule und Kapitell an der Ostwand der Apsis, im Zwickel Fragment eines römischen Pilasters
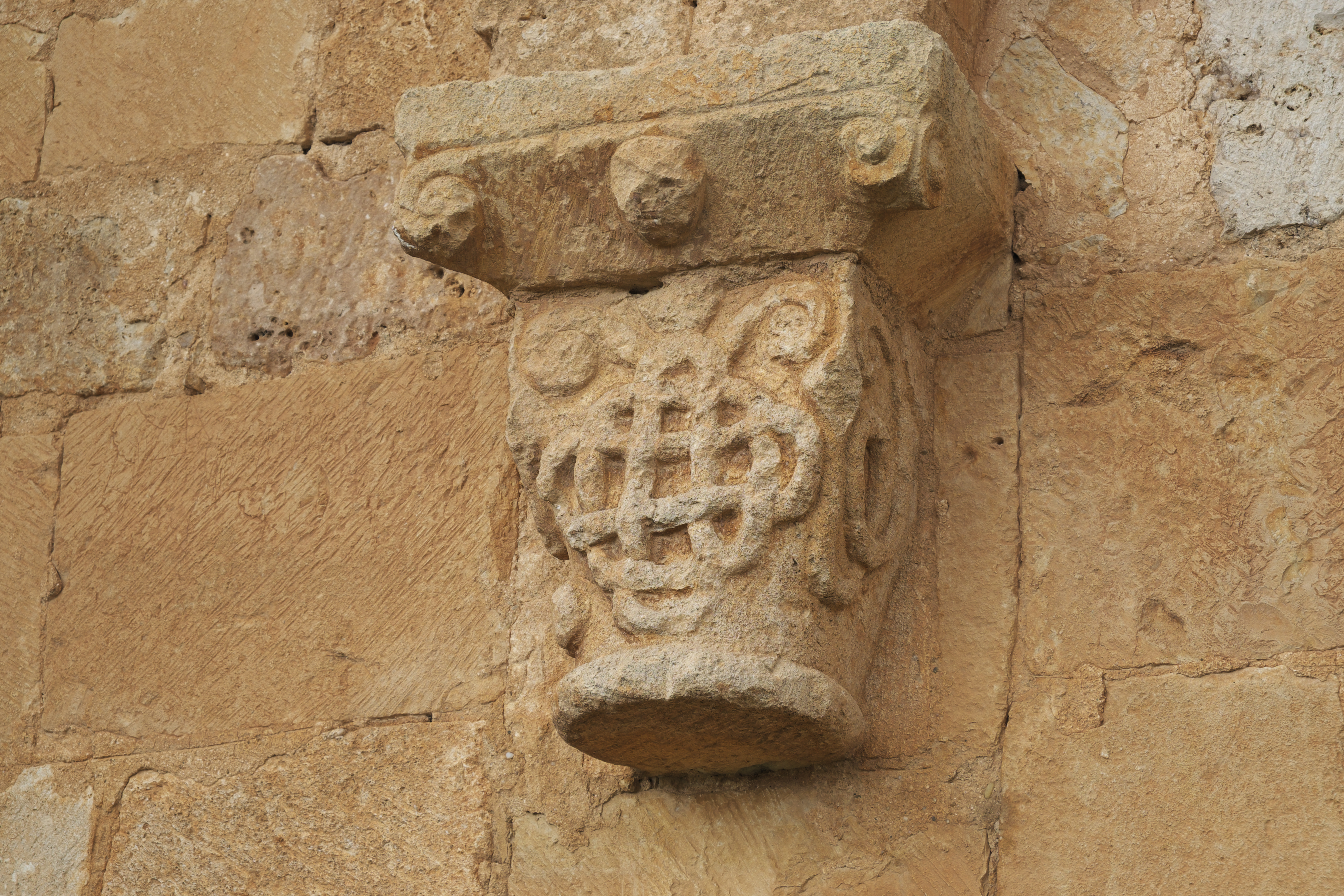
Kapitell mit Salomonsknoten an der Südseite der Apsis
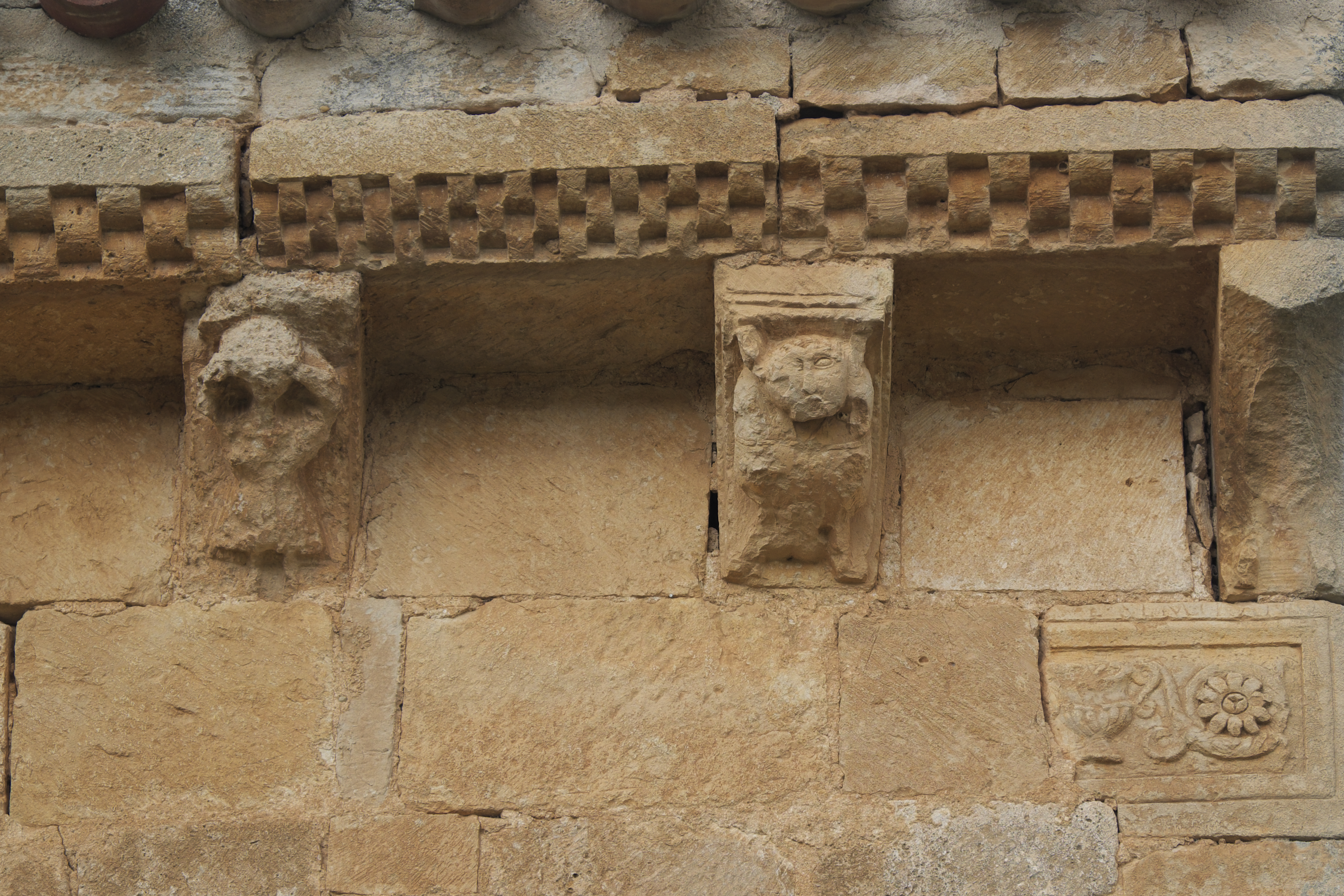
Kragsteine und Schachbrettfries
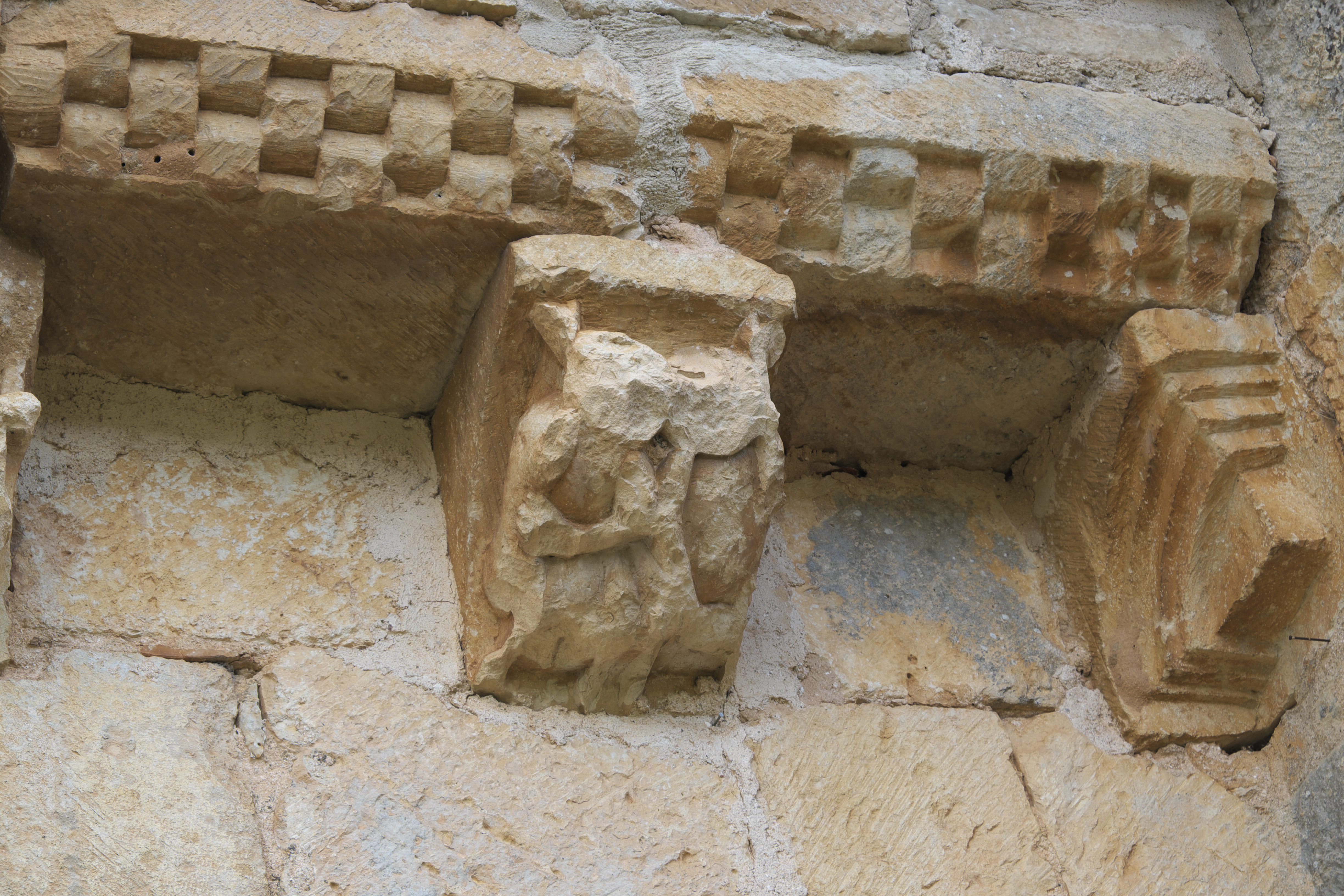
Kragsteine und Schachbrettfries

### Portal
An der Südseite des Langhauses öffnet sich ein rundbogiges Stufenportal mit drei Archivolten. Die äußere Archivolte ist schmucklos, die mittlere mit einem Dekor aus Schachbrettfries versehen und der innere Bogenlauf weist einen groben Rundstab auf. Von den beiden Säulen ist nur noch die linke mit ihrem Kapitell erhalten, das mit stilisierten Akanthusblättern verziert ist. Das Portal wird von einem rechteckigen Wandvorsprung gerahmt und von Steinplatten überdacht, deren Vorderseite mit einem Diamantstab verziert ist.

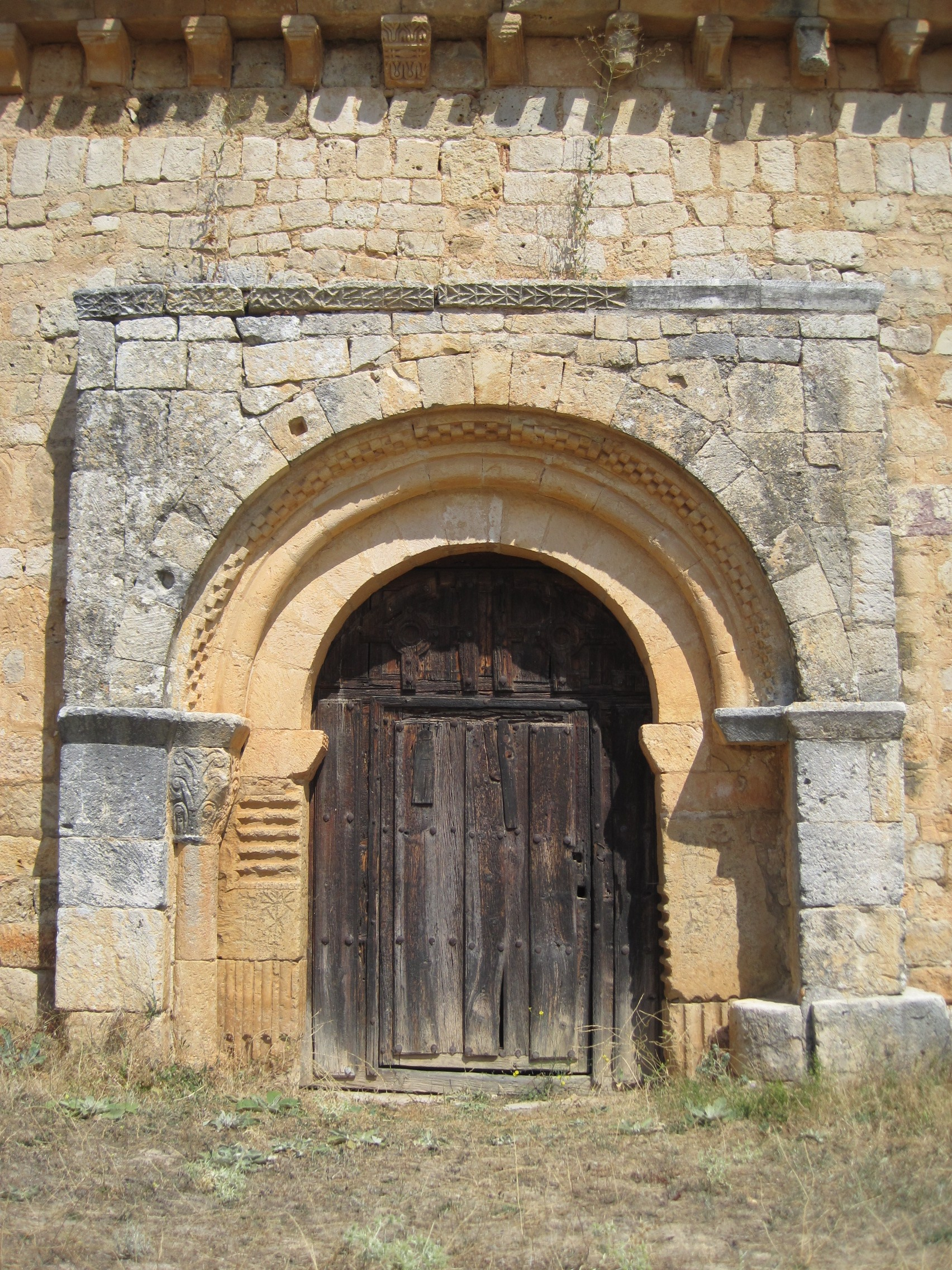
Südportal mit römischen Spolien
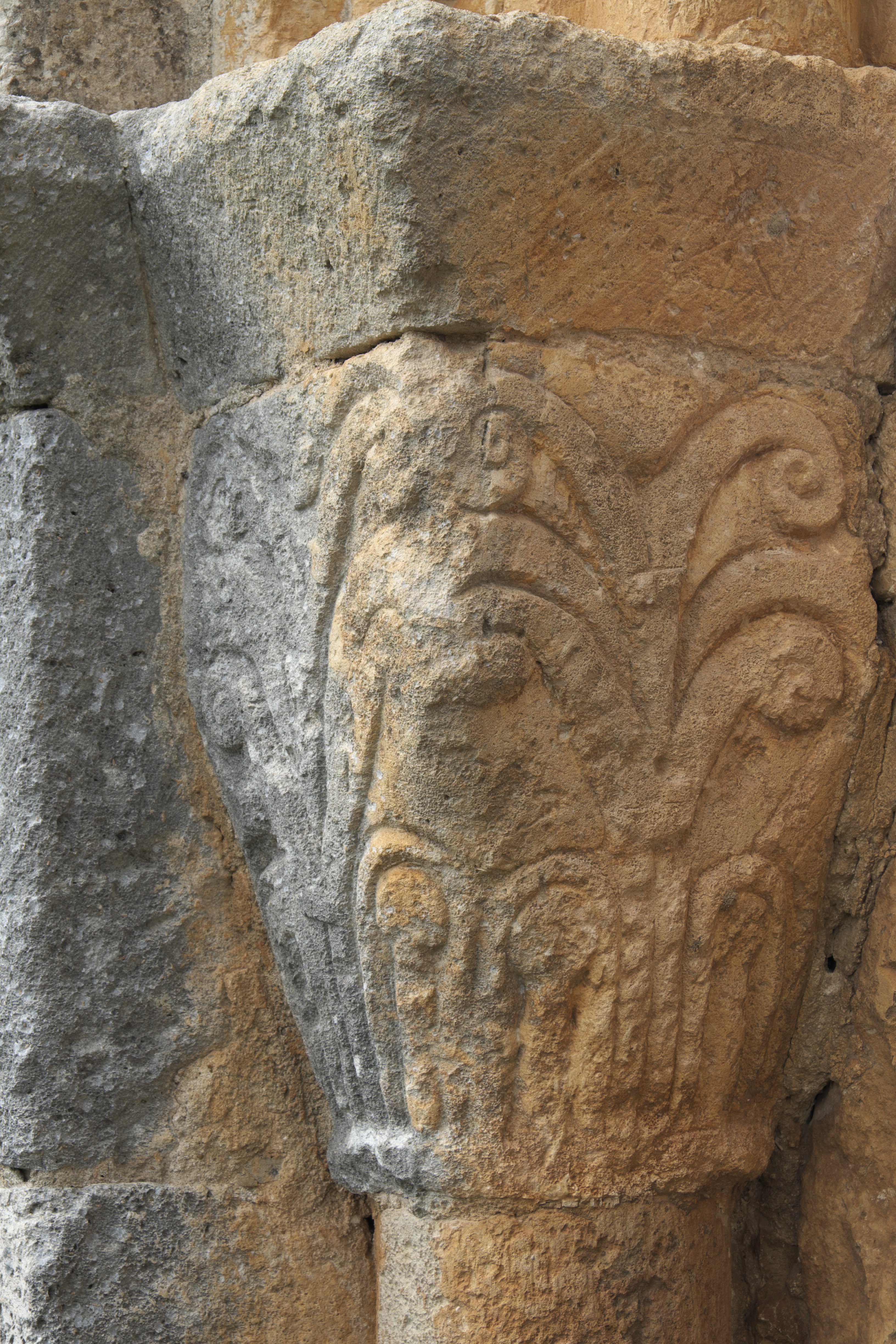
Kapitell am Portal

## Spolien

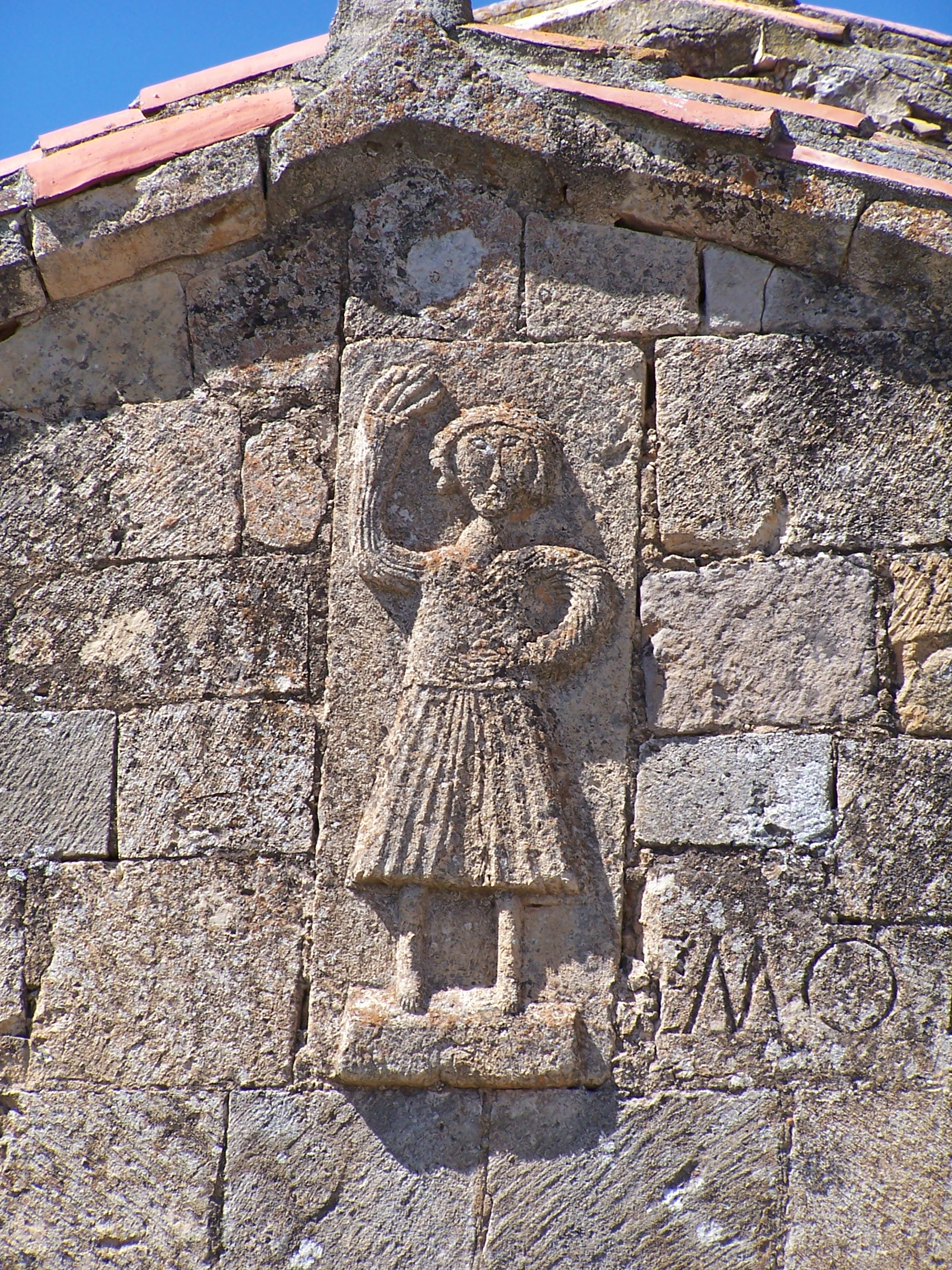
Reliefplatte an der Ostwand der Apsis

Die meisten der in der Kapelle verbauten Spolien stammen aus der nahegelegenen römischen Stadt Clunia und werden in das 1. und 2. Jahrhundert n. Chr. datiert. Es wurden Grabsteine wiederverwendet, auf denen noch Reste der Inschriften erhalten sind. Für die Pfosten des Portals wurden Teile von kannelierten römischen Pfeilern oder Säulen wiederverwendet. Ein mit Eier- und Perlstab verzierter Kragstein über dem Portal, der Teil eines Gesimses war, wird in die Mitte des 2. Jahrhunderts n. Chr. datiert. Auch die beiden kannelierten Steinblöcke seitlich des Glockengiebels (espadaña) sind Fragmente römischer Säulenschäfte.
In den Außenmauern des südlichen Langhauses sind Fragmente von Säulenschäften zu erkennen. Auch ein Mühlstein wurde in der Fassade vermauert. Auf einem Stein ist das Relief eines weiblichen Kopfes mit einer Girlande dargestellt, ein häufiges Motiv auf Grabmonumenten. Auf einem anderen Stein, der auf dem Kopf stehend in die Nordmauer des Langhauses, am Ansatz der Apsis, eingebaut ist, sieht man einen bärtigen Mann, der einen Stab, vielleicht auch eine Palme, in Händen hält.
An der Nordseite der Apsis wurde ein korinthisches Kapitell aus römischer Zeit wiederverwendet. Die Zwickel zwischen den Arkadenbögen der Ostfassade der Apsis sind mit wiederverwendeten Steinen eines kannelierten römischen Pilasters verfüllt.
Am Giebel der Apsis ist eine große Kalksteinplatte mit dem Relief einer weiblichen Figur eingemauert. Sie trägt kurz geschnittene Haare und ist mit einem Faltenrock bekleidet. Ihre rechte Hand ist erhoben, ihre linke Hand auf ihre Hüfte gestützt. Das Relief wird in die Zeit des Mittelalters, jedoch vor dem Bau der heutigen Kapelle datiert. Vielleicht gehörte es zu einem Vorgängerbau der Kapelle.

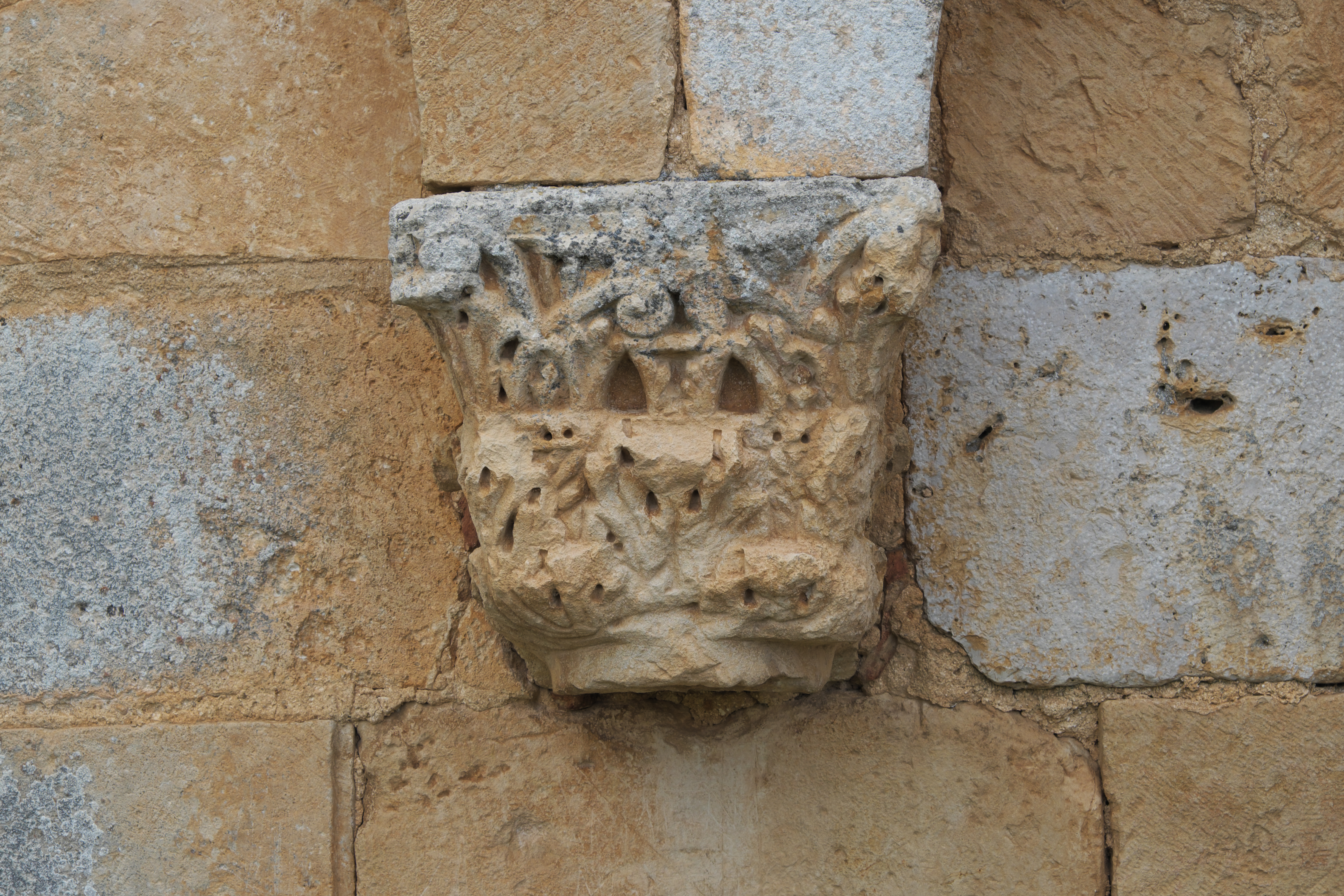
Korinthisches Kapitell an der Nordseite der Apsis
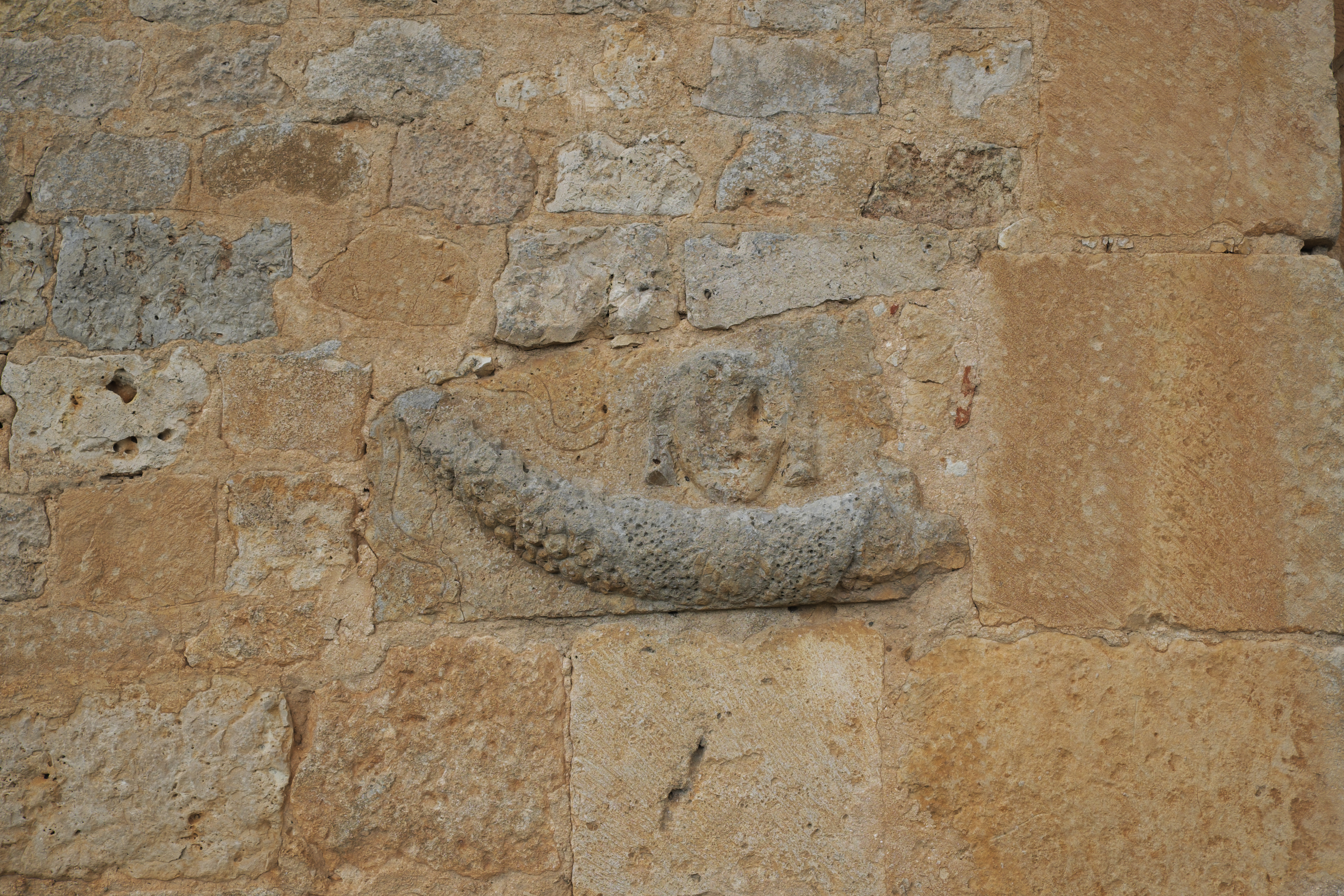
Relief eines Frauenkopfes und einer Girlande
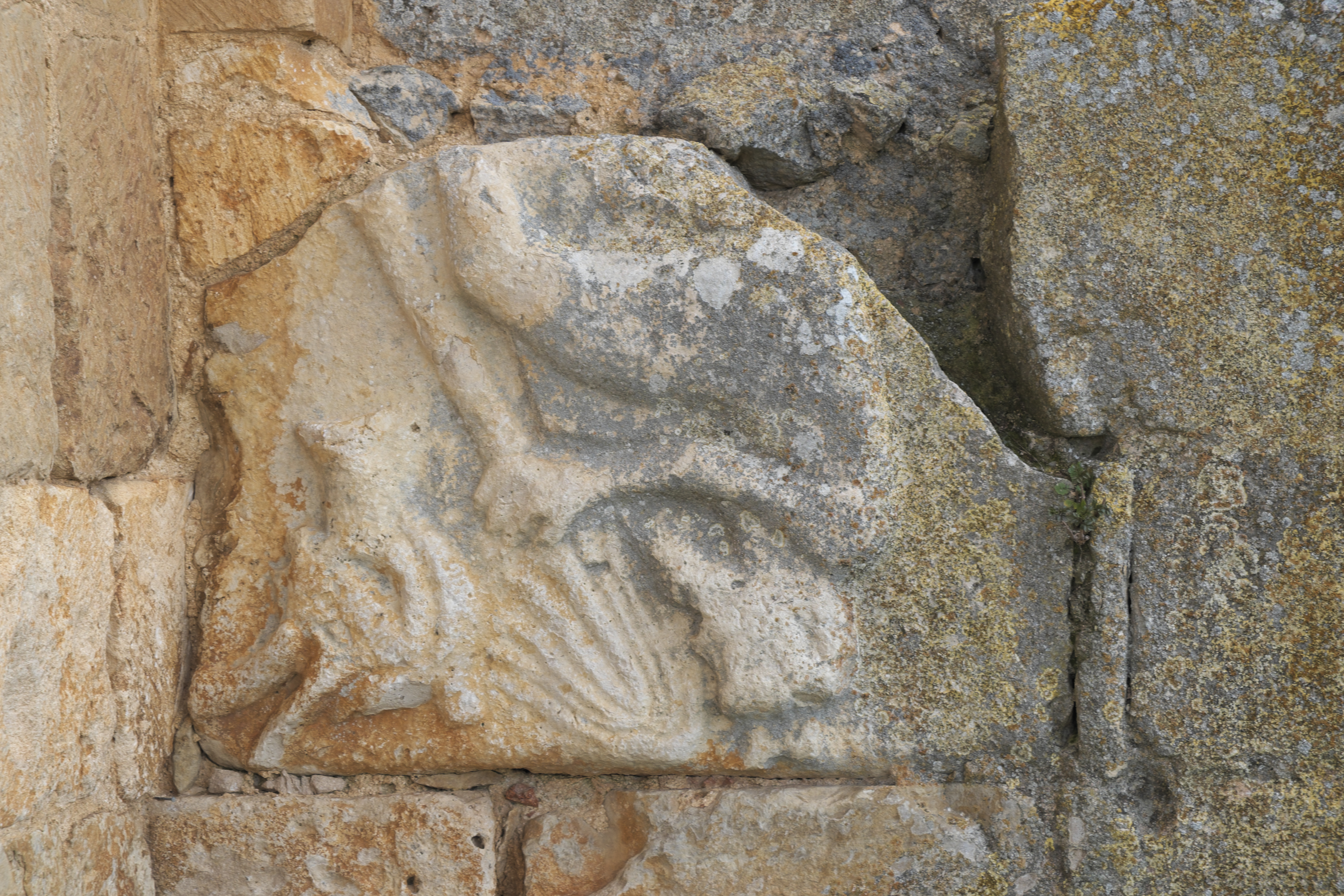
Bärtiger Mann (auf dem Kopf stehend)